# Powiercie-Kolonia
Powiercie-Kolonia – wieś w Polsce położona w województwie wielkopolskim, w powiecie kolskim, w gminie Koło.
W latach 1975–1998 miejscowość administracyjnie należała do województwa konińskiego.

## Informacje ogólne
Wieś położona 2 km na południowy wschód od Koła przy drodze wojewódzkiej nr 473 do Łasku i Dąbia. Przez zachodnią część wsi przepływa rzeka Warta.
Powiercie Kolonia i Powiercie to odrębne sąsiadujące ze sobą sołectwa gminy Koło. Do niedawna używano (a obecnie zwyczajowo) nazwy Kolonia Powiercie.